# 168261 Puglia
168261 Puglia è un asteroide della fascia principale. Scoperto nel 2006, presenta un'orbita caratterizzata da un semiasse maggiore pari a 3,0451692 UA e da un'eccentricità di 0,0403711, inclinata di 12,32191° rispetto all'eclittica.